# SoftBank 824SH
SoftBank 824SH（ソフトバンク824SH）は、シャープが開発しソフトバンクモバイルが販売するW-CDMA通信方式の携帯電話端末である。2008年7月5日発売。

## 主な機能・サービス
- ミュージックプレイヤー
- Bluetooth
- 赤外線通信 (IrDA)（高速赤外線対応）
- フィーリングメール
- カスタムスクリーン
- バイリンガル
- QRコード読み取り・作成
- ドキュメントビューア（Microsoft Word (.doc)・Microsoft Excel (.xls)・Microsoft PowerPoint (.ppt)・PDFデータ (.pdf) のみ）

| 主な対応サービス                      | 主な対応サービス                        | 主な対応サービス                      |
| ------------------------------------- | --------------------------------------- | ------------------------------------- |
| S!一斉トーク                          | S!ともだち状況                          | Yahoo!mocoa                           |
| S!ループ                              | S!タウン                                | S!速報ニュース （おためしコンテンツ） |
| S!情報チャンネル （3Gお天気アイコン） | S!FeliCa                                | PCサイトブラウザ                      |
| 電子コミック                          | S!アプリ                                | 着うたフル／着うた                    |
| デコレメール （マイ絵文字）           | S!電話帳バックアップ                    | PCメール                              |
| コンテンツおすすめメール              | TVコール                                | 世界対応ケータイ (W-CDMA+GSM)         |
| S!GPSナビ                             | デルモジ表示 （アニメビュー）           | ワンセグ                              |
| 3Gハイスピード                        | S!おなじみ操作                          | ダブルナンバー                        |
| 着デコ                                | きせかえアレンジ （カスタムスクリーン） | S!ミュージックコネクト                |
| 安心遠隔ロック                        |                                         |                                       |

## 特徴
- 821SHの後継機だが、同じ後継機の823SHとは、モバイルカメラ有効画素数（200万画素から320万画素）やメインディスプレイサイズ（2.6インチから2.8インチ）などが変更されている。
- THE PREMIUM WATERPROOFとして防水に対応。厚さは15.3mmと、防水ワンセグ携帯電話機として最薄（2008年5月31日時点）で、それまでの防水携帯にあった「大きい・厚い・重い」といったイメージを破ったと言える。
- バリエーションは、"Elegant Line" の5色と"Active Line" の6色の、2ライン用意されている。"Elegant Line" は従来の THE PREMIUM シリーズと同様のデザインとなっている。一方"Active Line" は端末フレーム部分の色や質感を変え別機種のようなデザインである。
- 一般的な防水携帯同様、海水やお湯、石鹸水、水以外の液体での防水（防液体）性能は保証されない。海水などがかかった場合は性能劣化や故障を防ぐため、水道水などで洗浄することが必要である。

## 不具合
- 2008年9月5日 - サービス仕様変更の対応や「S!おなじみ操作」利用時の不具合を公表。これを修正するソフトウェア更新を同月11日に提供開始。